# Magomedrasul Gazimagomédov
Magomedrasul Mujtarovich Gazimagomédov –en ruso, Магомедрасул Мухтарович Газимагомедов– (8 de abril de 1991) es un deportista ruso de origen ávaro que compite en lucha libre.
Ganó dos medallas de oro en el Campeonato Mundial de Lucha, en los años 2015 y 2018, y dos medallas en el Campeonato Europeo de Lucha, plata en 2020 y bronce en 2019. En los Juegos Europeos de Bakú 2015 obtuvo la medalla de oro en la categoría de 70 kg.

## Palmarés internacional
| Campeonato Mundial | Campeonato Mundial         | Campeonato Mundial | Campeonato Mundial |
| Año                | Lugar                      | Medalla            | Categoría          |
| ------------------ | -------------------------- | ------------------ | ------------------ |
| 2015               | Las Vegas (Estados Unidos) | Medalla de oro     | 70 kg              |
| 2018               | Budapest (Hungría)         | Medalla de oro     | 70 kg              |
| Juegos Europeos    |                            |                    |                    |
| Año                | Lugar                      | Medalla            | Categoría          |
| 2015               | Bakú (Azerbaiyán)          | Medalla de oro     | 70 kg              |
| Campeonato Europeo |                            |                    |                    |
| Año                | Lugar                      | Medalla            | Categoría          |
| 2019               | Bucarest (Rumania)         | Medalla de bronce  | 70 kg              |
| 2020               | Roma (Italia)              | Medalla de plata   | 74 kg              |